# SN 2008fm
SN 2008fm – supernowa typu IIn odkryta 5 września 2008 roku w galaktyce UGC 12792. W momencie odkrycia miała maksymalną jasność 17,50m.